# Arthur Hohl
Pour les articles homonymes, voir Hohl.
Arthur Hohl est un acteur américain, né à Pittsburgh en Pennsylvanie, le 21 mai 1889, mort à Los Angeles en Californie le 10 mars 1964.

## Biographie

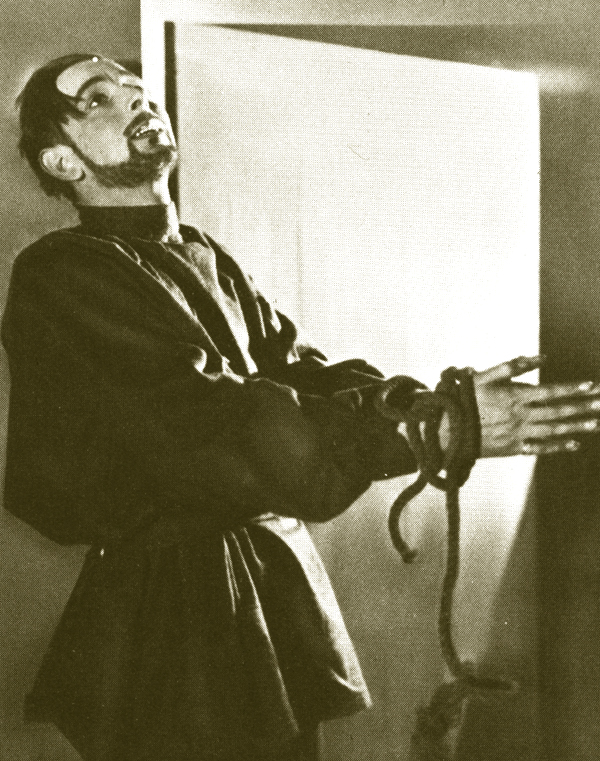
Arthur Hohl au théâtre.

Au théâtre, Arthur Hohl joue à Broadway (New York) dans dix-neuf pièces, de 1914 à 1932. Entre autres, en 1929, il contribue à une reprise de Becky Sharp, pièce qui sera adaptée au cinéma en 1935, sous le même titre.
Au cinéma, excepté une première expérience dans trois films muets — dont deux courts métrages — en 1924, il participe surtout (après l'avènement du parlant) à cent-un films américains, comme second rôle de caractère, entre 1931 et 1949. Mentionnons deux réalisations de Cecil B. DeMille avec Claudette Colbert, Le Signe de la croix en 1932 et Cléopâtre (rôle de Brutus) en 1934. Un de ses derniers films est Monsieur Verdoux en 1947, de et avec Charlie Chaplin.

## Théâtre
Pièces jouées à Broadway
- 1914 : The Dummy d'Harvey J. O'Higgins et Harriet Ford, avec Ernest Truex
- 1916 : Literature d'Arthur Schnitzler, adaptation d'Andre Tridon, avec Helen Westley, Roland Young
- 1916-1917 : Les Revenants (titre original : Gengangere ; titre anglais : Ghosts) d'Henrik Ibsen
- 1917 : La Vie d'un homme (The Life of Man) de Leonid Andreïev, adaptation de Clarence L. Meader et Fred Newton Scott, avec Helen Westley
- 1917-1918 : In the Neill d'Eugene O'Neill
- 1918 : Youth de Miles Malleson, avec Sam Jaffe, Helen Westley
- 1918 : Mrs. Warren's Profession de George Bernard Shaw, avec Sam Jaffe
- 1920 : La Puissance des ténèbres (The Power of Darkness) de Léon Tolstoï, avec Erskine Sanford, Henry Travers, Helen Westley
- 1920 : Martinique de Laurence Eyre
- 1921 : Eyvind of the Hills de Johann Sigurjonsson, avec Ed Begley, Gene Raymond
- 1922 : Montmartre, adaptation par Benjamin Glazer de la pièce éponyme de Pierre Frondaie, avec Brandon Hurst
- 1922-1923 : It is the Law d'Elmer Rice
- 1927 : Sam Abramovitch de François Porche, adaptation de Charles Andrews, avec Pedro de Cordoba, Charles Walters
- 1927 : Wall Street de James N. Rosenberg, avec Sam Levene
- 1927 : The Trial of Mary Duncan de Bayard Veiller, avec Ann Harding, Barton MacLane, Oscar Polk
- 1929 : Becky Sharp de Langdon Mitchell, d'après La Foire aux vanités (Vanity Fair) de William Makepeace Thackeray, avec Ernest Cossart, Etienne Girardot, Basil Sydney, Leonard Willey
- 1930 : Mayfair de Laurence Eyre, avec Frederick Worlock
- 1930 : La Nuit des rois, ou Ce que vous voudrez (Twelfth Night, or What you will) de William Shakespeare, avec Walter Kingsford, Jessie Ralph
- 1932 : Distant Drums de Dan Totheroh, avec Beulah Bondi

## Filmographie partielle
- 1924 : Wolf and Montcalm de Kenneth S. Webb (court métrage)
- 1932 : Le Signe de la croix (The Sign of the Cross) de Cecil B. DeMille
- 1932 : The Night of June 13 de Stephen Roberts
- 1932 : L'Île du docteur Moreau (Island of Lost Souls) d'Erle C. Kenton
- 1933 : Capturé (Captured !) de Roy Del Ruth
- 1933 : La Vie de Jimmy Dolan (The Life of Jimmy Dolan) d'Archie Mayo
- 1933 : Meurtre au chenil ou Le Mystère de la chambre close (The Kennel Murder Case) de Michael Curtiz
- 1933 : Prologues (Footlight Parade) de Lloyd Bacon et Busby Berkeley
- 1933 : Liliane (Baby Face) d'Alfred E. Green
- 1933 : The World Changes de Mervyn LeRoy
- 1933 : Les Enfants de la crise (Wild Boys of the Road) de William A. Wellman
- 1933 : Un coin perdu (The Narrow Corner) d'Alfred E. Green
- 1933 : Ceux de la zone (Man's Castle) de Frank Borzage
- 1934 : Jimmy the Gent de Michael Curtiz
- 1934 : Un héros moderne (A Modern Hero) de Georg Wilhelm Pabst
- 1934 : The Defense Rests de Lambert Hillyer
- 1934 : Le Retour de Bulldog Drummond (Bulldog Drummond strikes back) de Roy Del Ruth
- 1934 : Cléopâtre (Cleopatra) de Cecil B. DeMille
- 1935 : Village Tale de John Cromwell
- 1935 : Toute la ville en parle (The Whole Town's Talking) de John Ford
- 1935 : Romance in Manhattan de Stephen Roberts
- 1935 : À toute allure (Super-Speed) de Lambert Hillyer
- 1936 : Le Pacte (Lloyd's of London) de Henry King
- 1936 : L'Homme à l'héliotrope (Forgotten Faces) d'Ewald André Dupont
- 1936 : Show Boat de James Whale
- 1936 : C'était inévitable (It had to happen) de Roy Del Ruth
- 1936 : Les Poupées du diable (The Devil-Doll) de Tod Browning
- 1937 : Le Dernier Négrier (Slave Ship) de Tay Garnett
- 1938 : Compagnons d'infortune (Stablemates) de Sam Wood
- 1938 : Le Proscrit (Kidnapped) d'Alfred L. Werker et Otto Preminger
- 1938 : Prison centrale (Penitentiary) de John Brahm
- 1939 : Le Cirque en folie (You can't cheat Honest Man) de George Marshall et Edward F. Cline
- 1939 : Chantage (Blackmail), de H. C. Potter
- 1939 : Boy Slaves de P. J. Wolfson
- 1939 : Quasimodo (The Hunchback of Notre Dame) de William Dieterle
- 1939 : Mélodie de jeunesse (They shall have Music) d'Archie Mayo
- 1939 : Sherlock Holmes (The Adventures of Sherlock Holmes) d'Alfred L. Werker
- 1941 : Des hommes vivront (Men of Boys Town) de Norman Taurog
- 1942 : La Péniche de l'amour (Moontide) d'Archie Mayo
- 1942 : Le Chevalier de la vengeance (Son of Fury : The Story of Benjamin Blake) de John Cromwell
- 1943 : La Cité sans hommes (City without Men) de Sidney Salkow
- 1943 : Le Chant de Bernadette (The Song of Bernadette) de Henry King
- 1944 : La Femme aux araignées (Spider Woman) de Roy William Neill
- 1944 : L'introuvable rentre chez lui (The Thin Man goes Home) de Richard Thorpe (scènes supprimées au montage)
- 1944 : La Griffe sanglante (The Scarlet Claw) de Roy William Neill
- 1945 : Les Amours de Salomé (Salome where she danced) de Charles Lamont
- 1945 : Les Yeux qui tuent (The Frozen Ghost) de Harold Young
- 1945 : Le Poids d'un mensonge (Love Letters) de William Dieterle
- 1946 : Jody et le Faon (The Yearling) de Clarence Brown
- 1947 : C'est arrivé dans la Cinquième Avenue (It happened on Fifth Avenue) de Roy Del Ruth
- 1947 : Monsieur Verdoux de Charlie Chaplin
- 1948 : Les Trois Mousquetaires (The Three Musketeers) de George Sidney
- 1948 : L'Extravagante Mlle Dee (Yoy gotta stay happy) d'Henry C. Potter
- 1949 : Les Marins de l'Orgueilleux (Down to the Sea in Ships) d'Henry Hathaway